# 姜克實
姜 克實（姜 克実、ジャン・クーシー、1953年7月29日 - ）は、日本の歴史学者（中華人民共和国籍）。岡山大学名誉教授。専門は日本近代史、近現代思想。

## 概略
中華人民共和国天津市生まれ、北京市育ち。文化大革命による下放経験をもつ。1983年、国費留学生として来日。早稲田大学大学院では由井正臣、鹿野政直に師事した。博士論文『石橋湛山の思想史的研究』（1992年）で第14回石橋湛山賞を受賞した。
岡山大学では日本近代史の教育・研究を担当していた。アジア各国の歴史教育と歴史記録の偏向に注目し、近代戰爭の政治利用の危険性を指摘している。最近では、中国の大衆的民族主義の形成背景、および教科書に出てくる愛国主義教育の典型的題材（軍神、英雄）について、実証研究に従事。

## 経歴
- 1982年 - 天津市南開大学卒業。
- 1986年 - 早稲田大学大学院文学研究科修士課程修了（日本近代史）。
- 1991年 - 早稲田大学大学院文学研究科博士後期課程修了（文学博士）。
- 1991年 - 早稲田大学第一文学部助手。
- 1993年 - 岡山大学文学部助教授、教授をへて、2019年 退職。
- 現在岡山県赤磐市に在住。

## 主な著作

### 単著書
- 『石橋湛山の思想史的研究』早稲田大学出版部、1992年（第14回石橋湛山賞受賞）
- 『石橋湛山---自由主義の背骨』丸善ライブラリー、1994年
- 『現代中国を見る眼---民衆から見た社会主義』丸善ライブラリー、1997年
- 『石橋湛山の戦後――引き継がれゆく小日本主義』東洋経済新報社、2003年
- 『浮田和民の思想史的研究――倫理的帝国主義の形成』不二出版、2003年
- 『晩年の石橋湛山と平和主義――脱冷戦と護憲、軍備全廃の理想を目指して』明石書店､2006年
- 『近代日本の社会事業思想――国家の公益と宗教の愛』ミネルヴァ書房、2011年
- 『石橋湛山』吉川弘文館〈人物叢書〉 2014年
- 《日軍檔案中出現的平型關大捷》元華文創，2018年
- 《長城抗戰：日中檔案比較研究》民國歷史文化學社有限公司 ,  2021年
- 《台兒莊會戰：日中檔案比較研究》民國歷史文化學社有限公司 ,  2024年

### 共編著書
- 陶徳民・姜克實・見城悌治・ 桐原健真編『東アジアにおける公益思想の変容――近世から近代へ』日本経済評論社、2009年。
- 陶徳民・姜克實・見城悌治・ 桐原健真編『東アジアの経済倫理とその実践――渋沢栄一と張謇を中心に』日本経済評論社、2009年。